# 奥奈
奥奈（法語：Onay，法語發音：[ɔnɛ]）是法国上索恩省的一个市镇，属于沃苏勒区。

## 地理
奥奈（47°23'8"N, 5°41'14"E）面积6.68 平方千米，位于法国勃艮第-弗朗什-孔泰大區上索恩省，该省份为法国东部内陆省份，北起顺时针与孚日省、贝尔福地区省、杜省、汝拉省、科多尔省和上马恩省接壤。
与奥奈接壤的市镇（或旧市镇、城区）包括：尚托奈、屈涅、沃内尔。
奥奈的时区为UTC+01:00、UTC+02:00（夏令时）。

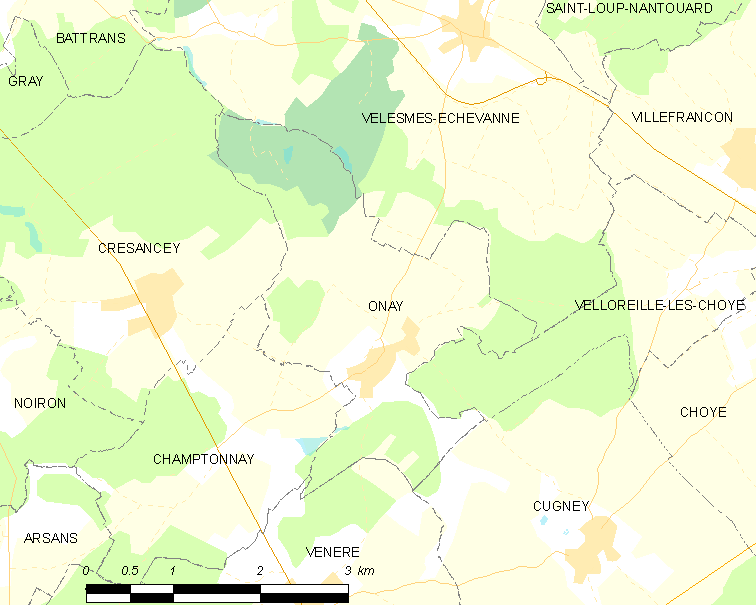
奥奈的OSM定位图

## 行政
奥奈的邮政编码为70100，INSEE市镇编码为70394。

## 政治
奥奈所属的省级选区为格雷县。

## 人口

1962-2008年间奥奈人口变化图示

奥奈于2022年1月1日时的人口数量为62人。